# لوتارو دياز
لوتارو دياز (بالإسبانية: Lautaro Ariel Díaz)‏ هو لاعب كرة قدم أرجنتيني في مركز الهجوم، ولد في 21 مايو 1998 في بوينس آيرس في الأرجنتين.

## وصلات خارجية
- لوتارو دياز على موقع قاعدة بيانات كرة القدم.إي يو (الإنجليزية)
- لوتارو دياز على موقع Soccerway.com (الإنجليزية)
- لوتارو دياز على موقع عالم كرة القدم.نت (الإنجليزية)